# Phoebe Bridgers
Pour les articles homonymes, voir Bridgers.
Ne doit pas être confondu avec Phoebe Waller-Bridge.
Phoebe Bridgers, née le 17 août 1994 à Los Angeles, est autrice-compositrice-interprète américaine originaire de Los Angeles, en Californie. Après un premier album, Stranger in The Alps, remarqué par la critique spécialisée, elle gagne en notoriété avec son second disque, Punisher, acclamé par la presse et le public, qui lui vaut plusieurs nominations aux Grammy Awards.
En parallèle de sa carrière solo, elle collabore avec Julien Baker et Lucy Dacus dans le projet de supergroupe boygenius, qui publie un EP éponyme en 2018 et un album en 2023, et avec Conor Oberst dans leur duo Better Oblivion Community Center (en), qui sort un album en 2019.

## Biographie

### Carrière

#### Débuts
Phoebe Bridgers grandit à Pasadena, près de Los Angeles. Son père est machiniste et construit donc des décors pour le cinéma et la télévision, et sa mère est gardienne de nuit du complexe des Beaux-Arts de l'Université de Californie, à Irvine. Proche de son petit frère Jackson, elle grandit en écoutant Joni Mitchell, Hank Williams, The Pretenders, Dar Williams, ou Neil Young. Elle est diplômée du Los Angeles County High School for the Arts. Parallèlement, elle commence à jouer en public en se produisant dans les rues de Pasadena. Elle est soutenue par sa mère qui l'accompagne à ses premiers spectacles et qui lui déniche des endroits où se produire. Ses parents se séparent quand elle a 19 ans, après plusieurs années difficiles dans la famille,. En 2014, elle joue de la basse quelque temps dans le groupe de punk Sloppy Jane.
La même année, elle signe la musique d'une publicité d'Apple pour l'iPhone, où elle chante Gigantic, des Pixies,.
Elle sort son premier album EP, Killer, sur le label de Ryan Adams, PAX SUIS,,,,.
Début 2016, elle accompagne Julien Baker sur sa tournée de la Côte Est,.
Sa chanson Safe At Home est présente sur la bande-son de l'épisode 5 de la saison 3 de Switched. L'épisode 17 contient son morceau Ask Me To/Steamroller. De même, la chanson Georgia est présente dans l'épisode 2 de la saison 8 de la série Castle.

#### Stranger in the Alps(2017)

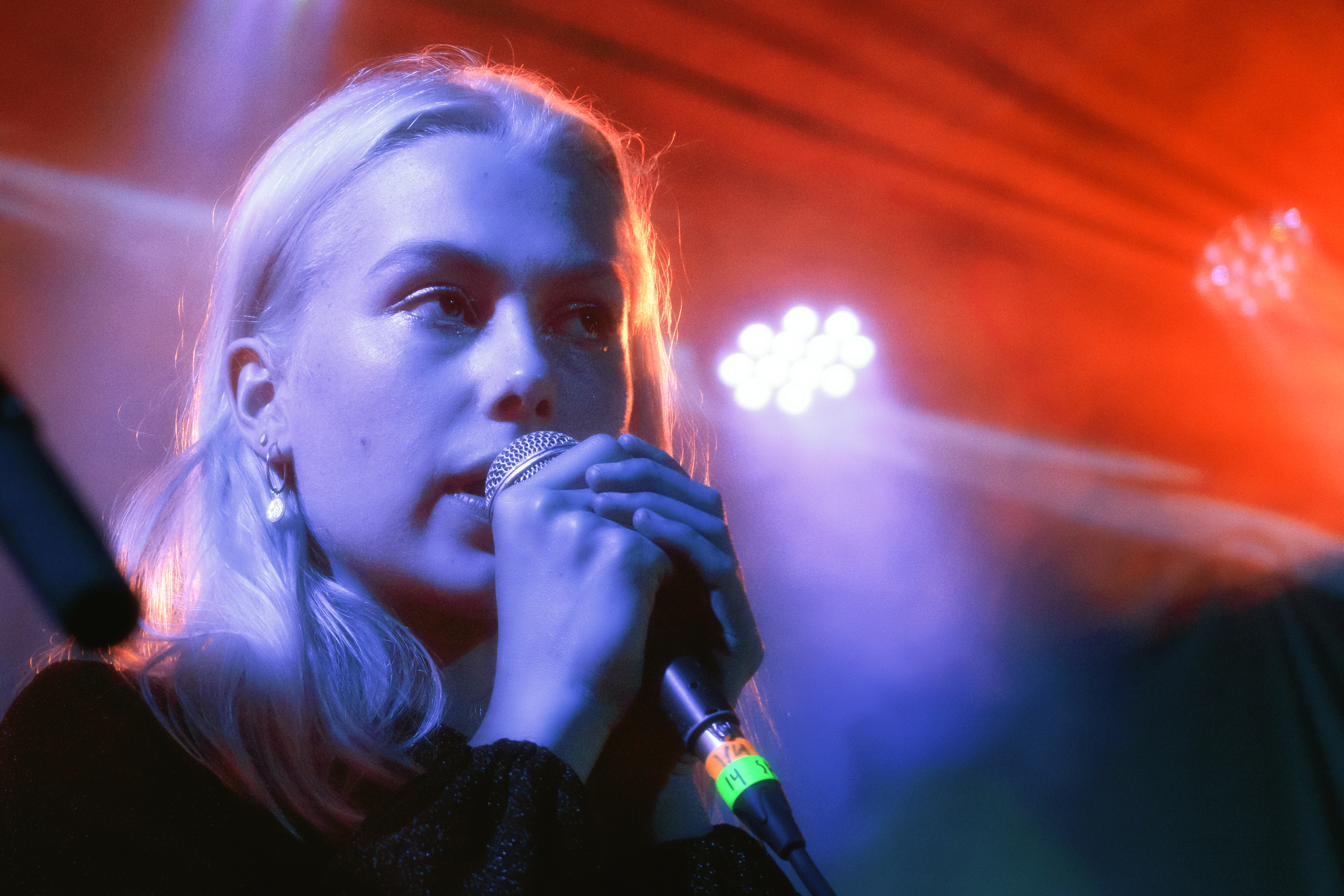
Phoebe Bridgers, pendant un concert à Seattle, en juillet 2018.

En juin 2017, Phoebe Bridgers signe sur le label Dead Oceans.
Le 22 septembre 2017, elle publie Stranger in the Alps, un album très bien reçu par la critique,,,. L'album est produit par Tony Berg et Ethan Gruska. Son style, inspiré entre autres par le travail de Mark Kozelek (dont elle reprend You Missed My Heart) ou d'Elliott Smith, s'oriente vers des morceaux mélancoliques et intimistes. Les thématiques des pistes de l'albums sont chargées émotionnellement, traitant notamment de l'obsession qu'elle a développée pour le tueur en série Jeffrey Dahmer, dans Killer,  ou de son rapport au deuil d'un proche dans le morceau Funeral. En outre, Conor Oberst chante avec elle sur le titre Would You Rather. La chanson Motion Sickness traite quant à elle de la relation sentimentale qu'elle a entretenue avec Ryan Adams, quand elle avait 20 ans.
Stranger in the Alps est désigné « Meilleur album indépendant de la décennie » par le site spécialisé Uproxx.

#### boygenius(2018)
En août 2018, un projet de disque en collaboration avec Julien Baker et Lucy Dacus est confirmé par Phoebe Bridgers, sur le label des deux premières, Matador. Ce « supergroupe » prend le nom de boygenius, et le EP est annoncé pour novembre de la même année, sous le même titre,. Trois morceaux, dont Me and My Dog, sur lequel Phoebe Bridgers interprète le chant principal, sortent le 21 août 2018,,. L'EP sort sur différentes plateformes en octobre 2018.
Fin novembre 2018, elle sort un morceau en collaboration avec Jackson Browne, intitulé Christmas Song. Il s'agit d'une reprise d'un morceau de Mccarthy Trenching. En 2017, elle avait déjà repris une chanson ayant pour thématique Noël, Have Yourself A Merry Little Christmas.

#### Better Oblivion Community Center(2019)

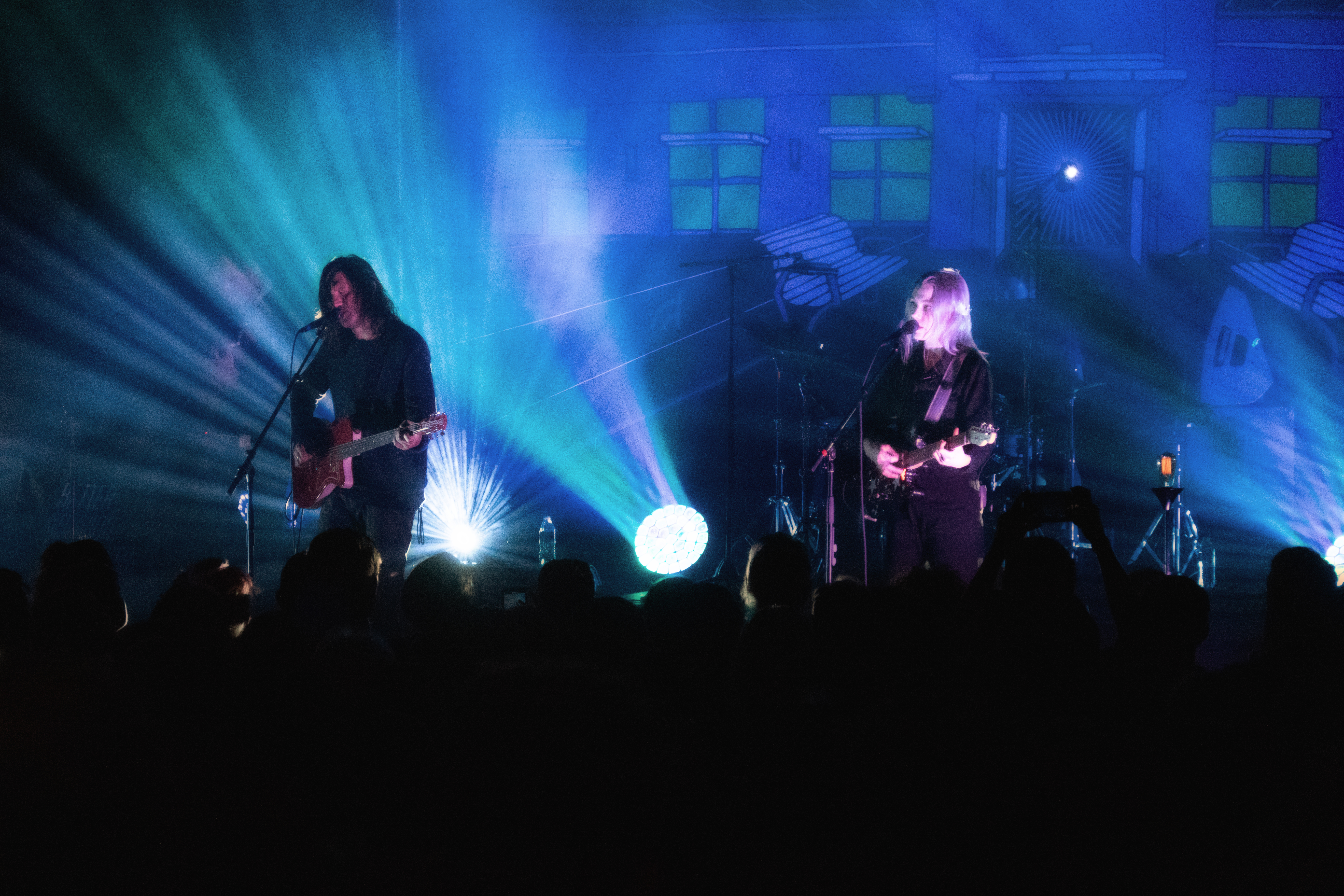
Better Oblivion Community Center en concert, en 2019.

Le 23 janvier 2019, elle sort, en duo avec Conor Oberst et sous le nom de Better Oblivion Community Center, un album éponyme. Celui-ci est salué par la critique,.
En novembre de la même année, elle apparaît sur l'album Come On Up To The House: Women Sing Waits, constitué de reprises de chansons de Tom Waits, aux côtés d'autres artistes comme Iris DeMent ou Patty Griffin. Phoebe Bridgers y interprète Georgia Lee, reprenant un titre paru en 1999 sur l'album Mule Variations.
En février 2020, elle sort Garden Song, premier extrait de son futur second album solo. Elle est accompagnée au chant par Jeroen Vrijhoef. La chanson est très bien accueillie par la presse spécialisée,.
Elle est présente début avril sur le titre Jesus Christ 2005 God Bless America de The 1975.

#### Punisher(2020)

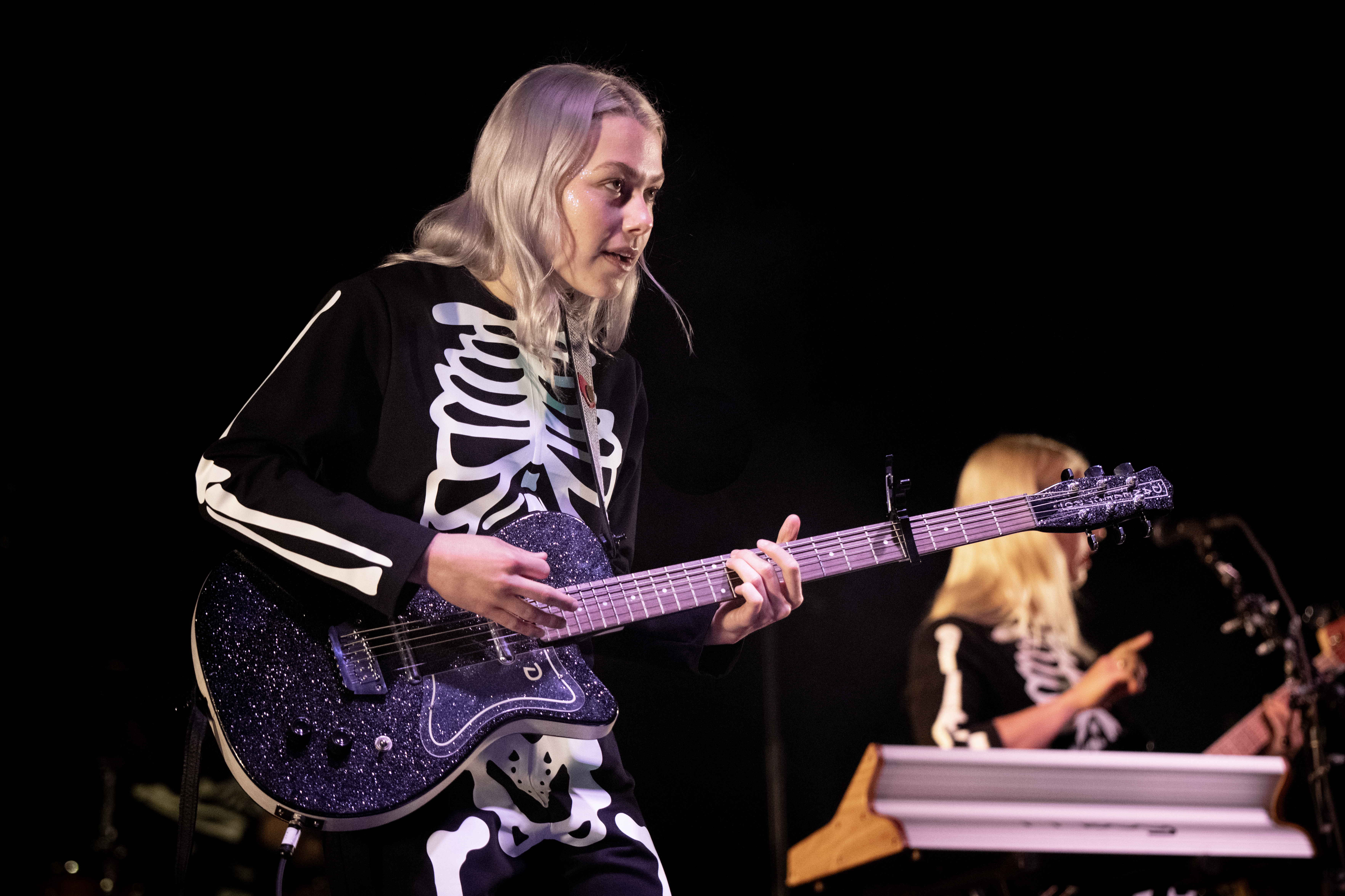
Phoebe Bridgers en octobre 2021.

En avril, elle sort un second titre, Kyoto, issu de son futur album nommé Punisher, dont la sortie est annoncée pour le 19 juin 2020. L'album est finalement publié un jour plus tôt (pour ne pas sortir à la même date que Juneteenth). Il est acclamé par la critique spécialisée. Sam Sodomsky, dans Pitchfork, écrit ainsi : « Sur son merveilleux second album, Phoebe Bridgers définit son écriture : candide, multi-dimensionnelle, presque psychédélique, et avec tout son cœur. ».
En octobre 2020, Phoebe Bridgers lance son propre label, nommé Saddest Factory Reccords, sur lequel elle signe au cours de l'année suivante Claud, MUNA, Sloppy Jane, Scruffpuppie et Charlie Hickey. Son label fait partie de Secretly Group, avec Dead Oceans, qui a signé Bridgers en 2017. Elle reprend en novembre 2020 la chanson Iris, des Goo Goo Dolls, en duo avec Maggie Rogers. En septembre 2021, c'est sa reprise de That Funny Feeling, de l'humoriste américain Bo Burnham, au profit d'un fond de charité pour le droit à l'avortement au Texas, qui est particulièrement remarquée.
En novembre 2020, elle publie Copycat Killer, un EP proposant de nouvelles orchestrations pour quatre titres de son précédent album. Le même mois, elle publie chez Dead Oceans une reprise de If We Make It Through December, de Merle Haggard. En novembre 2021, Phoebe Bridgers collabore avec Taylor Swift sur la reprise de Nothing New, qui paraît sur l'album Red (Taylor's Version). Le même mois, elle publie une reprise de Day After Tomorrow de Tom Waits.
En avril 2022, elle publie le titre Sidelines, qui apparait dans la série Hulu Conversations with Friends.En décembre 2022, elle apparait sur le titre Ghost In the Machine de SZA sur l'album SOS. 

#### the record (2023)
En mars 2023, elle publie avec le supergroupe boygenius (formé avec Julien Baker et Lucy Dacus) l'album the record, lequel est acclamé par la critique. Elle joue également durant l'année 2023 en première partie de la tournée the Eras Tour de Taylor Swift lors de plusieurs dates aux Etats-Unis.
Aux Grammy Awards 2024, elle est l'artiste la plus récompensée avec 4 récompenses dont 3 avec boygenius pour Meilleure prestation rock, Meilleure chanson rock avec le titre Not Strong Enough et meilleur album de musique alternative pour the record et le Grammy Award de la meilleure prestation vocale pop d'un duo ou groupe avec SZA. 
Le 1er février 2024, au cours d'un concert secret, boygenius annonce partir en hiatus indéfini. Phoebe Bridgers apparaît dans le film I Saw the TV Glow de Jane Schoenbrun en mai 2024. 
Elle produit en 2025 le premier album de Jasmine.4.T chez Saddest Factory Records.

## Discographie

### Albums studio
- 2017 : Stranger in the Alps
- 2019 : Better Oblivion Community Center (en duo avec Conor Oberst)
- 2020 : Punisher
- 2023 : the record (au sein du groupe boygenius, avec Julien Baker et Lucy Dacus)

### EPs
- 2015 : Killer
- 2018 : boygenius (avec Julien Baker et Lucy Dacus)
- 2020 : Copycat Killer
- 2020 : If We Make It Through December
- 2021 : Day After Tomorrow

### Singles
- 2015 : Killer
- 2017 : Smoke Signals
- 2017 : Motion Sickness
- 2017 : Funeral
- 2017 : Have Yourself a Merry Little Christmas
- 2018 : Christmas Song
- 2019 : 7 O'Clock News/Silent Night (avec Fiona Apple et Matt Berninger)
- 2020 : Garden Song
- 2020 : Kyoto
- 2020 : I See You
- 2021 : Nothing Else Matters
- 2021 : That Funny Feeling
- 2021 : Day After Tomorrow
- 2022 : Sidelines
- 2022 : So Much Wine